# Милославич, Эдуард
Эдуард Милославич (хорв. Eduard Luco Miloslavić; 20 декабря 1884, Окленд, Калифорния — 11 ноября 1952, Сент-Луис, Миссури) — профессор патологии, потомок хорватских эмигрантов в США, родился в Окленде (Калифорния). Его отец Луко приехал из Жупы Дубровачки (в 10 км от Дубровника) в Дубровник в 1878 году. В том же году он женился на Вике Милкович. Несколько лет спустя супружеская пара эмигрировала в США. Вся семья — Луко, Вика, Эдвард и его братья и сестры вернулись в Дубровник в 1889 году.
Милославич изучал медицину в Вене, где он стал профессором патологии. В 1920 году из Университета Маркетт (англ. Marquette University) в Висконсине пришло приглашение занять место заведующего кафедрой патологии, бактериологии и судебной медицины.
В последующие годы «док Мило», как называли его коллеги, положил начало криминальной патологии в США. Как выдающийся специалист он был вовлечен в расследования преступлений, совершённых бандой Аль Капоне. Он был одним из основателей «Международной Академии Судебной Медицины», членом многих американских и европейских научных обществ и академий и вице-президентом Хорватского Братского Союза (англ. Croatian Fraternal Union) в США.
В 1932 году он переехал в Загреб, где он был профессором с докторской степенью на факультете медицины. Также он читал лекции по пасторальной медицине на факультете теологии в Загребе и был известен как горячий противник абортов и эвтаназии. В 1940 году он был избран членом престижного «Судебно-медицинского общества» (англ. Medico-Legal Society) в Лондоне. В 1941 году он стал полным членом (нем. Kaiserlich Leopoldinisch-Carolinische Deutsche Akademie der Naturwissenschaftler) в Германии и был удостоен звания почетного доктора (лат. honoris causa), присужденного ему Венским университетом, где он начал свою научную карьеру.
По его инициативе в 1944 году в Сараево был основан медицинский факультет (в то время большая часть Боснии, в том числе Сараево, входила в состав Независимого государства Хорватии).
В то время, когда он работал в Загребе в 1943 году, Милославич стал одним из членов международной комиссии, которая была созвана немцами для расследования убийства польских офицеров в катынском лесу. Причём в отличие от остальных, всячески старавшихся уклониться от участия в работе комиссии, Милославич «сам напросился на поездку в Катынь». Согласно статье, опубликованной в «Веснике» (хорв. Vjesnik) 27 декабря 1992 года, Милославич был заочно приговорён к смерти югославским титовским судом за его участие в этом расследовании.
В конце 1944 года Милославич покинул Загреб и сумел перебраться в Соединённые Штаты, гражданином которых он был. Поселился в Сент-Луисе (штат Миссури), где работал до самой смерти.